# Lost & Found: Hip Hop Underground Soul Classics
Albums de Pete Rock
PeteStrumentals
(2001) Soul Survivor II
(2004)
Lost & Found: Hip Hop Underground Soul Classics est une compilation de Pete Rock, sortie le 4 novembre 2003.
Ce double album propose deux opus entièrement produits par Pete Rock (à l'exception de Step Up et Microphonist Wanderlust, produits par Grap Luva, et Don't You Love It, produit par Spunk Bigga) qui n'avaient jamais été officiellement publiés auparavant. Le premier disque est Center of Attention du groupe InI et le second, The Original Baby Pa du rappeur Deda. Les deux albums ont été enregistrés en 1995 et devaient être édités sur le label de Pete Rock, Soul Brother Records. Malheureusement, l'accord de distribution liant Rock à Elektra Records a été rompu, aboutissant à l'annulation de la sortie des deux disques. De son côté, Center of Attention a connu un certain succès en bootleg.
En 2006, lors d'une interview donnée à UGHH.com, Pete Rock a déclaré que BBE Records avait publié cette compilation sans son autorisation.

## Liste des titres
| 1.  | Intro                                                | Midnight Ravers de Bob Marley and The Wailers | 0:10 |
| 2.  | No More Words                                        | Morning de Cal Tjader | 3:58 |
| 3.  | Step Up                                              | Save Yourself de Soft Machine Too Late to Turn Back Now de Jackie Mittoo Bumpin' Bus Stop de Thunder and Lightning Fool Yourself de Little Feat                               | 4:45 |
| 4.  | Think Twice (featuring Pete Rock)                    | Holy Thursday de David Axelrod Why Can't People Be Colors Too? des Whatnauts Think About It de Special Ed La Di Da Di de Doug E. Fresh et Slick Rick                          | 3:29 |
| 5.  | Square One                                           | A Secret de Billy Taylor Worldwide de Pete Rock & C.L. Smooth featuring Rob-O Smokin Cheeba-Cheeba du Harlem Underground Band                                                 | 4:21 |
| 6.  | The Life I Live                                      | Memory Band de Rotary Connection Free Soul de John Klemmer Juicy de The Notorious B.I.G. featuring Total                                                                      | 4:31 |
| 7.  | KrossRoads                                           | Hope That We Can Be Together Soon d'Harold Melvin & the Blue Notes featuring Sharon Paige Down Here on the Ground de Grant Green Is It Him or Me de Jackie Jackson            | 4:34 |
| 8.  | To Each His Own (featuring Large Professor et Q-Tip) | Leyte de Cal Tjader Lick the Balls de Slick Rick | 5:21 |
| 9.  | Fakin Jax' (featuring Pete Rock)                     | | 5:39 |
| 10. | What You Say                                         | Lay Lady Lay de David T. Walker So Wat Cha Sayin' d'EPMD | 4:25 |
| 11. | Props                                                | Turista du Howard Roberts Quartet Ode to Billie Joe de Lou Donaldson The Champ des Mohawks Blues and Pants de James Brown Psychedelic Shack d'Albino Gorilla                  | 4:05 |
| 12. | Center of Attention                                  | Summer of '42 de Monty Alexander Come Dancing de Jeff Beck | 4:42 |
| 13. | Grown Man Sport (featuring Meccalicious)             | Water No Get Enemy de Fela Kuti Synthetic Substitution de Melvin Bliss The Bridge de MC Shan                                                                                  | 4:36 |
| 14. | Mind Over Matter                                     | Dedicate All My Love du Raw Soul Express Straighten It Out de Pete Rock & C.L. Smooth Nobody Beats the Biz de Biz Markie featuring T.J. Swan You Can Fly des Sons of Champlin | 4:25 |
| 15. | Don't You Love It                                    | Don't Cha Love It des Miracles | 4:22 |
| 16. | Microphonist Wanderlust                              | A Streetcar Named Desire de Kenny Burrell | 4:22 |

| 1.  | Everyman (featuring Pete Rock)         | Enchanted Lady de Milt Jackson and The Ray Brown Big Band Cymbaline d'Hubert Laws Down on the Avenue du Fat Larry's Band Pickin' Boogers de Biz Markie The ? Remainz de Gang Starr Player's Balling (Players Doin' Their Own Thing) des Ohio Players | 4:16 |
| 2.  | Baby Pa                                | Shape of Things to Come de George Benson Summer Song de John Klemmer It's Like That de Pete Rock & C.L. Smooth | 4:18 |
| 3.  | How I'm Livin (featuring Vinia Mojica) | Heartbeat du Dazz Band The Basement de Pete Rock & C.L. Smooth et Heavy D featuring Deda, Grap Luva et Rob-O | 4:50 |
| 4.  | Blah Uno                               | Free Soul de John Klemmer Trackin' Shoes d'A.B. Skhy The Basement de Pete Rock & C.L. Smooth et Heavy D featuring Deda, Grap Luva et Rob-O I Got It Made de Special Ed                                                                               | 3:46 |
| 5.  | Can't Wait                             | Dolphin Dance du Ahmad Jamal Trio Why Can't People Be Colors Too? des Whatnauts Vamos a Rapiar de Main Source I'm the Man de Gang Starr featuring Lil' Dap et Jeru the Damaja Black Cat de Motherlode                                                | 4:36 |
| 6.  | I Originate                            | Wee Tina de Donald Byrd et Booker Little Cymbaline d'Hubert Laws Upon This Rock de Joe Farrell DWYCK de Gang Starr featuring Nice & Smooth Stoop Rap (extrait de la bande originale de Wild Style)                                                   | 4:12 |
| 7.  | Markd4Death (featuring Ex Cons)        | Butterfly Dreams de Norman Connors Real Live Shit de Real Live Flash It to the Beat de Grandmaster Flash and The Furious Five The Bush de Special Ed                                                                                                 | 4:23 |
| 8.  | Nasty Scene                            | Night on Bald Mountain de Bob James Holy Thursday de David Axelrod Life's a Bitch de Nas featuring AZ et Olu Dara B.Y.S. de Gang Starr Valley of the Shadows de Bob James                                                                            | 4:35 |
| 9.  | Nothing More                           | Suite Sioux de Freddie Hubbard Stormy de Buddy Montgomery Memory Lane (Sittin' in da Park) de Nas Hold On de Brand Nubian Synthetic Substitution de Melvin Bliss The Place Where We Dwell de Gang Starr                                              | 4:01 |
| 10. | Press Rewind (featuring Pete Rock)     | Why Can't People Be Colors Too? des Whatnauts Anticipation de Les McCann Halftime de Nas In the Flesh de Pete Rock & C.L. Smooth featuring Rob-O et Deda                                                                                             | 5:01 |
| 11. | Rhyme Writer                           | Love and Happiness de Monty Alexander The Basement de Pete Rock & C.L. Smooth et Heavy D featuring Deda, Grap Luva et Rob-O Spoonin' Rap de Spoonie Gee Just Rhymin' With Biz de Big Daddy Kane featuring Biz Markie                                 | 4:21 |
| 12. | Too Close                              | Cymbaline d'Hubert Laws It's My Thing d'EPMD Sing a Simple Song de Sly & the Family Stone | 5:02 |
| 13. | Understand?                            | Soft Winds de Dorothy Ashby Tensity du Cannonball Adderley Quintet Spinning Wheel de Dr. Lonnie Smith I'm Still #1 des Boogie Down Productions | 4:20 |